# ルート・アイリッシュ
『ルート・アイリッシュ』（Route Irish）は2010年のイギリス・フランス・イタリア・ベルギー・スペイン合作のドラマ映画。監督はケン・ローチ、出演はマーク・ウォーマックとアンドレア・ロウなど。民間軍事会社に雇われてイラク戦争に参加した「コントラクター（民間兵）」を題材に軍事ビジネスの実態を描いた社会派作品である。2010年5月20日に第63回カンヌ国際映画祭にて初上映された。
タイトルの「ルート・アイリッシュ」とは、バグダッド空港と市内の米軍管轄区域「グリーン・ゾーン」を結ぶ約12キロの道路のことであり、テロ攻撃の第一目的とされる「世界一、危険な道路」として知られている。

## ストーリー
2007年、リヴァプールの教会で、コントラクター（民間兵）としてイラク戦争で亡くなったフランキーの葬儀が行なわれる。フランキーの幼なじみの親友で兄弟同然に育ったファーガスは、フランキーをコントラクターとしてイラクに誘ったことに責任を感じる。フランキーの妻レイチェルは、かねてよりフランキーが常に自分よりもファーガスを第一に考えていた不満を爆発させ、ファーガスに怒りをぶつける。
葬儀の場でファーガスは知人女性マリソルから、フランキーが遺した携帯電話を受け取る。アラビア語の携帯電話の内容をイラク出身のミュージシャン・ハリムに翻訳してもらうと、そこには衝撃的な映像が収録されていた。フランキーが亡くなる2週間ほど前、フランキーと同じ部隊の兵士であるネルソンが自分たちの車の後について来たタクシーを銃撃し、乗っていた少年とタクシー運転手を殺害する様子が収められており、罪のない民間人を殺害したことに激怒したフランキーが、この映像を収録していた携帯電話を拾うところで映像は終わっていた。フランキーが死の間際にファーガス宛の留守電に残した「大事な話があるので電話が欲しい」とのメッセージと合わせ、フランキーの死に疑問を抱いたファーガスは、レイチェルとともに調査を始める。そんな中、フランキーを失った喪失感を共有するファーガスとレイチェルは徐々に惹かれ合って行く。
暴行事件を起こしたためにパスポートを失効し、国外に出られないファーガスはイラク駐在の知人トミーに調査を依頼する。トミーからの報告と現地でバーを経営する女性ペギーの証言により、凶暴で残忍なネルソンが自らの不正行為を隠蔽するためにフランキーをテロに遭ったように見せかけて殺害したのではないかとにらんだファーガスは、フランキーらの雇用主であるヘインズからネルソンがフランキーの死の前に殺し屋「マッド・マックス」と会っていたことを聞かされ、ネルソンの犯行を確信する。
そのころ、ネルソンが帰国する。ネルソンは早速、フランキーが拾った携帯電話の行方を探して、雇った男たちとともにレイチェルの部屋とファーガスの部屋を家捜しする。そしてファーガスの携帯電話に残された留守電から、目的の携帯電話を預かっているのがハリムだと知ると、ハリムの家を襲撃して携帯電話を奪い去った上、ハリムに大怪我を負わせる。この事態に怒りを爆発させたファーガスは、ネルソンを誘拐して拷問を加え、ネルソンがマッド・マックスを雇ってフランキーを殺させたことを強引に白状させると、そのまま殺してしまう。
ところが、帰国したばかりのかつての部下ジェイミーから、フランキーが亡くなった時、ネルソンがアフガニスタンに派遣されていたこと、そしてマッド・マックスが既に殺されていたことを知らされたファーガスは衝撃を受ける。全ては会社の売却を控えて不祥事を隠したいヘインズとフランキーらの上司だったウォーカーの企みであり、自ら手を下すのではなく、最も危険な「ルート・アイリッシュ」での仕事を増やすことでフランキーがテロに遭うように仕向け、しかも、車を攻撃に弱い車種にすり変えていたのだ。真実にようやく気付いたファーガスはヘインズとウォーカーを爆殺するが、たまたまそこに居合わせた無関係の女性まで殺してしまう。
戦場での過酷な体験から抱えることになった自らの狂気に絶望したファーガスは子供の頃からフランキーとよく乗ったマージー川を行き来するフェリーに乗り、そこからレイチェルに電話する。ネルソンに殺された少年の遺族を見守ってやって欲しい、自分が面倒をみていたクレイグを助けてやって欲しいと頼み、レイチェルへの想いを伝えたファーガスは川に身を投げる。

## キャスト
- ファーガス: マーク・ウォーマック（英語版） - コントラクター。血の気が多い。今は独立して会社を興している。
  - 少年時代: ブラッドレイ・トンプソン
- レイチェル: アンドレア・ロウ（英語版） - ファーガスの無二の親友フランキーの妻。
- フランキー: ジョン・ビショップ（英語版） - コントラクター。イラクで戦死する。
  - 少年時代: ダニエル・フォイ
- アレックス・ウォーカー: ジェフ・ベル（英語版） - フランキーの上司。
- ヘインズ: ジャック・フォーチュン - フランキーらの雇い主。
- ハリム: タリブ・ラソール - イラク出身のミュージシャン。
- クレイグ: クレイグ・ランドバーグ - 戦場で視力を失い、今はファーガスが面倒をみている。
- ネルソン: トレヴァー・ウィリアムズ - コントラクター。凶暴で残忍。
- トミー: ラッセル・アンダーソン - イラク駐在。ファーガスの依頼で詳細を調査。
- ジェイミー: ジェイミー・ミッチー - 整備士。ファーガスの軍隊時代の部下。
- マリソル: ナイワ・ニムリ - イビサ島に住むファーガスらの知人女性。
- フランキーの母: マギー・サウザーズ
- デヴィッド: R・デヴィッド
- アンディ: アンソニー・シューマッハー（英語版）
- 葬儀屋: ゲイリー・カーギル
- ペギー: ドナ・エルソン - イラクでバーを経営している女性。
- スティーヴ: スティーヴン・ロード（英語版）
- ジェイ: ジェイムス・ロック

## 製作
イラク戦争を突き進ませるためには民間軍事会社に雇われたコントラクターの力が不可欠であり、イラク議会が強引に通過させた指令第17号によってコントラクターたちのイラクでの行動は一切裁かれず、罪に問われることもなくなったという事実が物語の下敷きとなっている。また、戦争の後遺症に悩む元兵士たちをケアする慈善団体「コンバット・ストレス」への取材に基づき、後遺症に悩む兵士たちの実体験も映画に取り入れている。
本作に関連して、ケン・ローチ監督は「この戦争の最大の犠牲者はイラク人であることも忘れてはいけないと思う。私はアメリカ人の兵士こそが最大の犠牲者であるかのような描き方をしたアメリカ映画にはうんざりしている。彼らだって苦しんできたが、イラク人の苦しみもけっして忘れるべきではない」と述べている。

## DVDリリース
日本では2012年9月7日にDVDが発売されている。

## 作品の評価
Rotten Tomatoesによれば、29件の評論のうち、76%にあたる22件が高く評価しており、平均して10点満点中5.88点を得ている。